# Municipio de El Parral
El municipio de El Parral es un municipio chiapaneco perteneciente a la región La Fraylesca. Este municipio fue creado en 2011. Su cabecera es la villa de El Parral.

## Historia
El 14 de noviembre de 2011, la LXIV Legislatura del Congreso del Estado aprobó la tercera Reforma a la Constitución Política del Estado de Chiapas propuesta por el Ejecutivo del Estado, donde se contempla la creación del municipio de El Parral, con cabecera municipal en el ejido del mismo nombre.

## Ubicación
El municipio de El Parral tiene las siguientes colindancias.
- Al norte: Suchiapa
- Al este: Chiapa de Corzo
- Al suroeste: Villa Corzo
- Al sur: Presa La Angostura
- Al sureste: La Concordia
- Al oeste: Villaflores

## Fisiografía
El Municipio del Parral pertenece a la región socioeconómica VI Frailesca, esta región según el Marco Geoestadístico 2010 que publica el INEGI, tiene una superficie de 8,001.43 km² y se integra por 6 municipios localizados en la parte suroeste del estado. El Parral se localiza en Latitud: 16.3686, Longitud: -93.0066 16° 22′ 7″ Norte, 93° 0′ 24″ Oeste.
El parral tiene una La altura del relieve que va de los 500 mts - hasta los 1,300 mts. sobre el nivel del mar. Está constituida por Meseta con cañadas (57.89%), Sierra alta de laderas tendidas (32.28%), Sierra alta de laderas escarpadas (7.94%), Cañón típico (1.47%) y No aplica (0.42%). ubicándose dentro de las provincias fisiográficas que se reconocen como Sierra Madre de Chiapas y Depresión Central.

## Hidrografía
El municipio se ubica dentro de las subcuencas P. la Angostura y R. San Pedro que forman parte de la cuenca R. Lacantún, y las subcuencas R. Santo Domingo, forma parte de la cuenca R. Grijalva - Tuxtla Gutiérrez. Las principales corrientes de agua en el municipio son: Arroyo Huanacaxtle, Arroyo Santo Domingo, Arroyo Macoite y Arroyo
El Amate; y las corrientes intermitentes: Arroyo Amacoite y Arroyo Amatal. Los cuerpos de agua en el municipio son: Presa Belisario Domínguez (La Angostura).

## Clima
Los climas existentes en el municipio son: Cálido subhúmedo con lluvias de verano, humedad media (72.36%), Semicálido subhúmedo con lluvias de verano, más húmedo (23.57%), Semicálido subhúmedo con lluvias de verano y humedad media (4.08%). En los meses de mayo a octubre, las temperaturas mínimas promedio se distribuyen porcentualmente de la siguiente manera: de 15 a 18 °C (12.74%) y de 18 a 21 °C (87.26%). En tanto que las máximas promedio en este periodo son: de 27 a 30 °C (15.11%), de 30 a 33 °C (66.93%) y de 33 a 34.5 °C (17.97%). Durante los meses de noviembre a abril, las temperaturas mínimas promedio se distribuyen porcentualmente de la siguiente manera: de 12 a 15 °C (100%). Mientras que las máximas promedio en este mismo periodo son: de 24 a 27 °C (1.5%), de 27 a 30 °C (50.06%) y de 30 a 33 °C (48.44%). En los meses de mayo a octubre, la precipitación media es: de 1000 a 1200 mm (73.91%) y de 1200 a 1400 mm (26.09%). En los meses de noviembre a abril, la precipitación media es: de 25 a 50 mm (6.97%) y de 50 a 75 mm (93.03).

## Demografía
En el censo de 2020 el municipio de El Parral contaba con 84 localidades.
| Código INEGI      | Localidad         | Población (2020) |
| ----------------- | ----------------- | ---------------- |
| 071220001         | El Parral         | 11 949           |
| 071220048         | Jericó            | 2 491            |
| Otras localidades | Otras localidades | 1 147            |
| Total municipal   | Total municipal   | 15 587           |

## Vegetación
La cobertura vegetal y el aprovechamiento del suelo en el municipio se distribuye de la siguiente manera: Agricultura de temporal (54.16%), Selva baja caducifolia (secundaria) (20.14%), Pastizal cultivado (8.68%), Pastizal inducido (7.9%), Sabana (2.68%), Bosque de encino (2.21%), No aplicable (1.89%), Bosque de encino (secundaria) (0.93%), Bosque de encino-pino (0.82%) y Selva de galería (0.6%).

## Lengua indígena
La población de 3 años y más que habla al menos una lengua indígena fue 306 personas, lo que corresponde a 1.96% del total de la población de El Parral. Las lenguas indígenas más habladas fueron Tsotsil (288 habitantes), Tseltal (15 habitantes) y Ch'ol (3 habitantes).

## Turismo
Los principales atractivos turísticos son: La Piedra Iglesia, El jardín botánico y su laguna, El mirador la lomita, Grutas
de Montecristo, Cueva del tigre, Embalse de Jericó, El Ocotal, entre otros.